# Leon Urbaniak
Leon Urbaniak (ur. 10 kwietnia 1907 w Nowej Wsi, zm. 1977) – polski lekkoatleta, specjalizujący się w wielobojach, sierżant piechoty Wojska Polskiego, działacz emigracyjny.

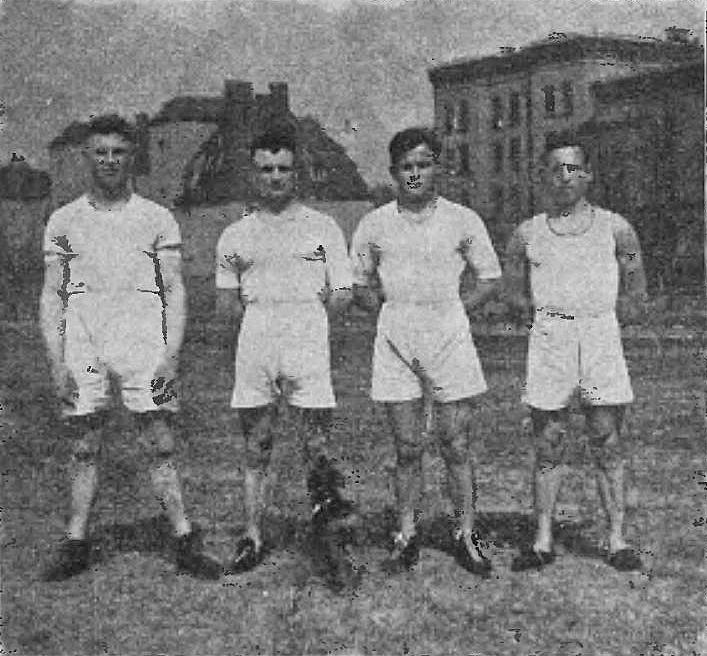
Od lewej: Leon Urbaniak, Jan Bartosik, Feliks Stamm, Roman Ostałowski (przed 1929)

## Życiorys

### Działalność zawodowa i społeczna
Jako plutonowy 61 Pułku Piechoty z Bydgoszczy ukończył Podoficerski Kurs Sportowy 1924 w Centralnej Szkole Wojskowej Gimnastyki i Sportów w Poznaniu, po czym został zatrzymany w Szkole jako instruktor. W CWSzGiS prowadził ćwiczenia. W latach 20. został awansowany na stopień sierżanta, a w maju 1928 odszedł ze służby w Szkole i przeszedł stanowisko cywilne.
Był absolwentem Wyższej Szkoły Budowy Maszyn w Poznaniu. W marcu 1930 wyjechał na stałe do Francji, pracował w przemyśle metalurgicznym w Tours i Suresnes. Był członkiem Towarzystwa Kultury i Oświaty, Związku Robotników Polskich, Szkoły Polskiej, Stowarzyszenia Rezerwistów i Byłych Wojskowych. W 1943 został uwięziony przez władze niemieckie za udział w sabotażu w fabryce samolotów.
Od 1946 był członkiem emigracyjnego Polskiego Stronnictwa Ludowego, następnie kolejno prezesem VI Okręgu PSL w Tours (od 1946), wiceprezesem PSL we Francji(od 1947), członkiem Zarządu Głównego PSL we Francji (od 1950), sekretarzem Zarządu Głównego PSL we Francji (1954–1977), członkiem Rady Naczelnej PSL (1955–1977), wiceprezesem Naczelnego Komitetu Wykonawczego PSL na Uchodźstwie (1974–1977).

### Kariera sportowa
Był zawodnikiem Pentatlonu Poznań i Warty Poznań.
Dwadzieścia dwa razy stawał na podium mistrzostw Polski seniorów zdobywając jeden złoty (pchnięcie kulą oburącz – 1927), pięć srebrnych (pchnięcie kulą – 1925, 1926; pchnięcie kulą oburącz – 1928, 1929; rzut dyskiem oburącz – 1928) oraz szesnaście brązowych medali (bieg na 110 metrów przez płotki – 1929; pchnięcie kulą – 1928; rzut dyskiem – 1928; rzut oszczepem – 1925, 1926, 1928, 1929; rzut oszczepem oburącz – 1927, 1928; pięciobój – 1926; dziesięciobój – 1925, 1926, 1927).
30 maja 1926 w Poznaniu wynikiem 22,63 ustanowił rekord Polski w pchnięciu kulą oburącz.
W 1926 roku jedyny raz w karierze bronił barw narodowych w meczu międzypaństwowym (przeciwko Jugosławii) zajmując trzecie miejsce w pchnięciu kulą.
W 1934 wystartował w igrzyskach polonijnych zdobywając srebro w rzucie oszczepem i brąz w skoku o tyczce.